# Kürdəmir (raion)
Kürdəmir est l'une des 78 subdivisions de l'Azerbaïdjan. Sa capitale se nomme Kürdəmir.

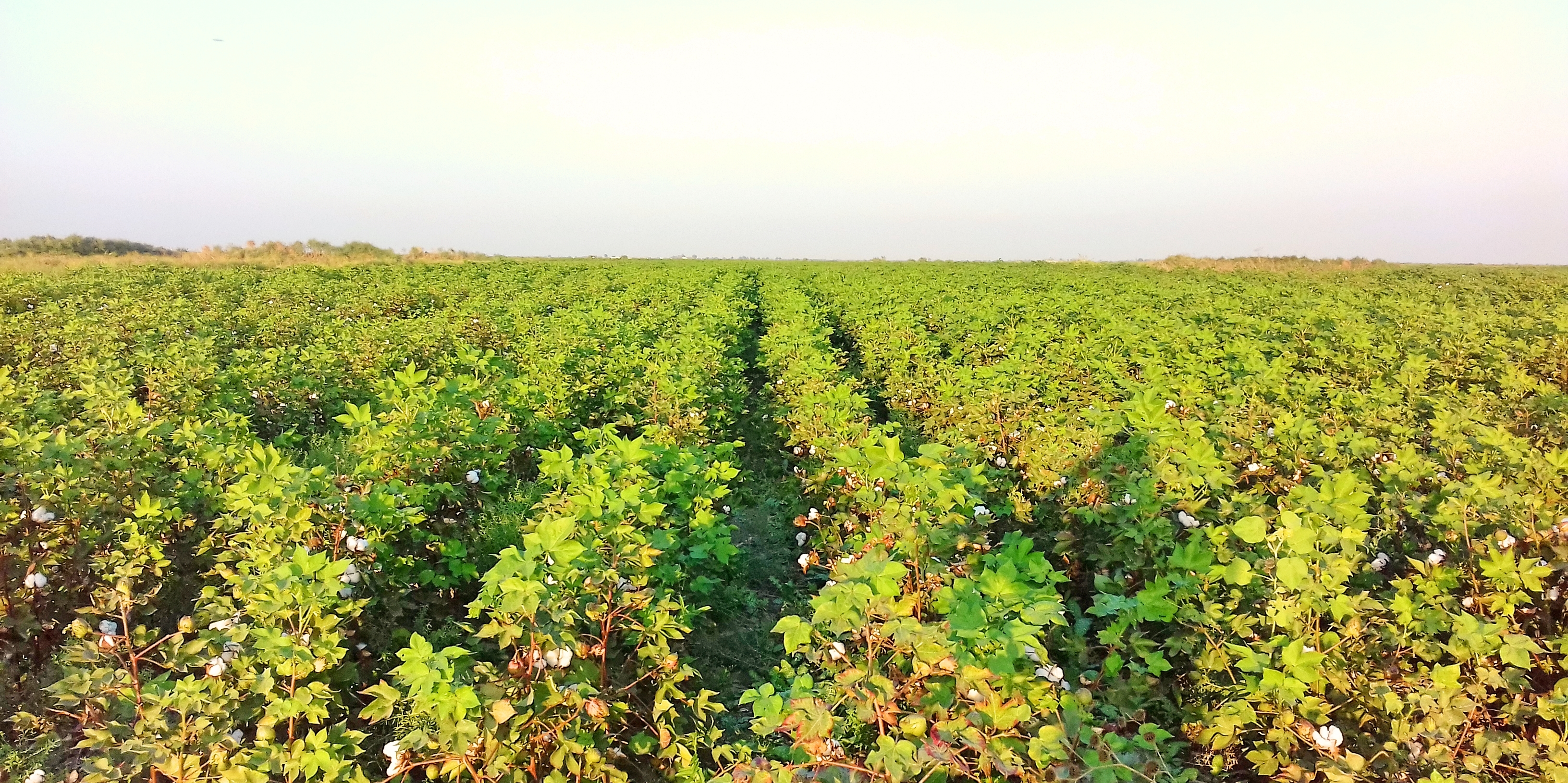
Cultures de coton